# Канина, Луиджи
Луиджи Канина (итал. Luigi Canina; 23 октября 1795, Казале-Монферрато, Пьемонт — 17 октября 1856, Флоренция, Тоскана) — итальянский архитектор-неоклассицист и археолог, историк архитектуры римской Кампаньи.

## Биография
Луиджи Канина был пятым сыном Джакомо Камилло и Маддалены Робусти в Казале-Монферрато, на северо-западе Италии. Получил образование в коллегиуме ордена августинцев. С 1810 года был учеником Фердинандо Бонсиньоре в Турине. Завершив обучение, в 1818 году он переехал в Рим, чтобы изучать классическую архитектуру.
В 1826 году Канина заведовал работами по реставрации старых построек и расширению виллы Боргезе в Риме. Он возвёл новые монументальные неоклассические пропилеи виллы со стороны площади Фламинио (1827), перестроил Казино Вануцци (Casino Vagnuzzi) за Порта-дель-Пополо в египетском стиле, реконструировал фонтаны парка: Аква Феликс, фонтан Морских коней, а также Храм Дианы, Храм Антонина и Фаустины.
Позднее папы Лев XII, Пий VIII и Григорий XVI поручали архитектору раскопки на римском Форуме и в римской Кампанье. Как археолог, Канина в 1848 году в качестве комиссара по древностям Рима руководил раскопками старой Аппиевой дороги. Как архитектор он нашёл конструктивное решение вопроса о вставках уцелевших фрагментов украшений и скульптур в «новые каменные крылья» (nuove quinte in muratura), повторявшие форму древних гробниц. Таким образом он превратил придорожные руины Виа Аппиа в «археологический парк» древнеримской архитектуры. В 1839—1840 годах от имени королевы Марии Кристины Савойской он проводил раскопки этруского Тускула, результаты которых он воплотил в ряде работ, опубликованных его покровительницей, королевой Сардинии.
Луиджи Канина в 1842 году разработал проект реконструкции святилища Оропа (не реализован) и герцогского замка Нортамберленд в Англии. Он также внёс важный вклад в строительство церкви Гран-Мадре-ди-Дио в Турине, работу Фердинандо Бонсиньоре.
Он стал профессором архитектуры в Туринской академии искусств. В 1843 году был избран почётным членом Национальной академии дизайна в Нью-Йорке.
Как специалист по античной архитектуре Канина одним из первых составил значительный труд на эту тему под названием «Описанная античная архитектура» (L’architettura antica descritta).
В 1849 году он был награжден Королевской золотой медалью за «продвижение архитектуры», престижной наградой, присуждаемой Королевским институтом британских архитекторов (RIBA).
Луиджи Канина скончался во Флоренции, похоронен в церкви Санта-Кроче. Надгробие соорудил скульптор Никколо Матас. Памятник в родном городе архитектора Казале-Монферрато — работа скульптора Бенедетто Каччатори.

## Основные публикации
- Описанная античная архитектура, проиллюстрированная памятниками (L’architettura antica descritta е dimostrata coi monumenti (9 т., атлас 3 т., 1839—1846);
- Здания Древнего Рима (Gli edifizii di Roma antica, 1848—1856);
- Историческое описание римского форума (Descrizione storica del foro romano, 1834);
- Древняя морская Этрурия (Antica Etruria maritima, 1846—1851).

## Галерея

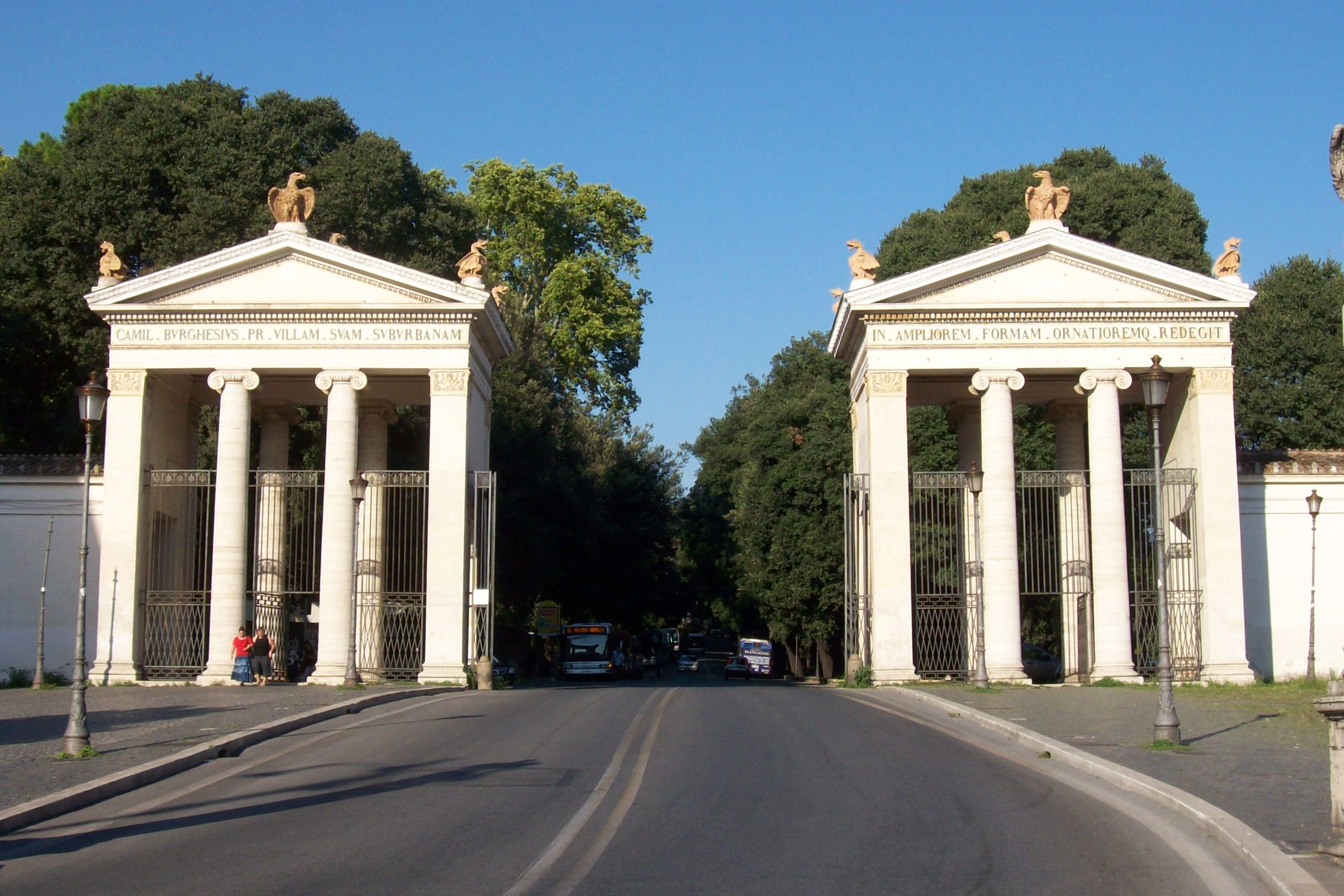
Пьяцца Фламинио. Пропилеи виллы Боргезе, Рим. 1827
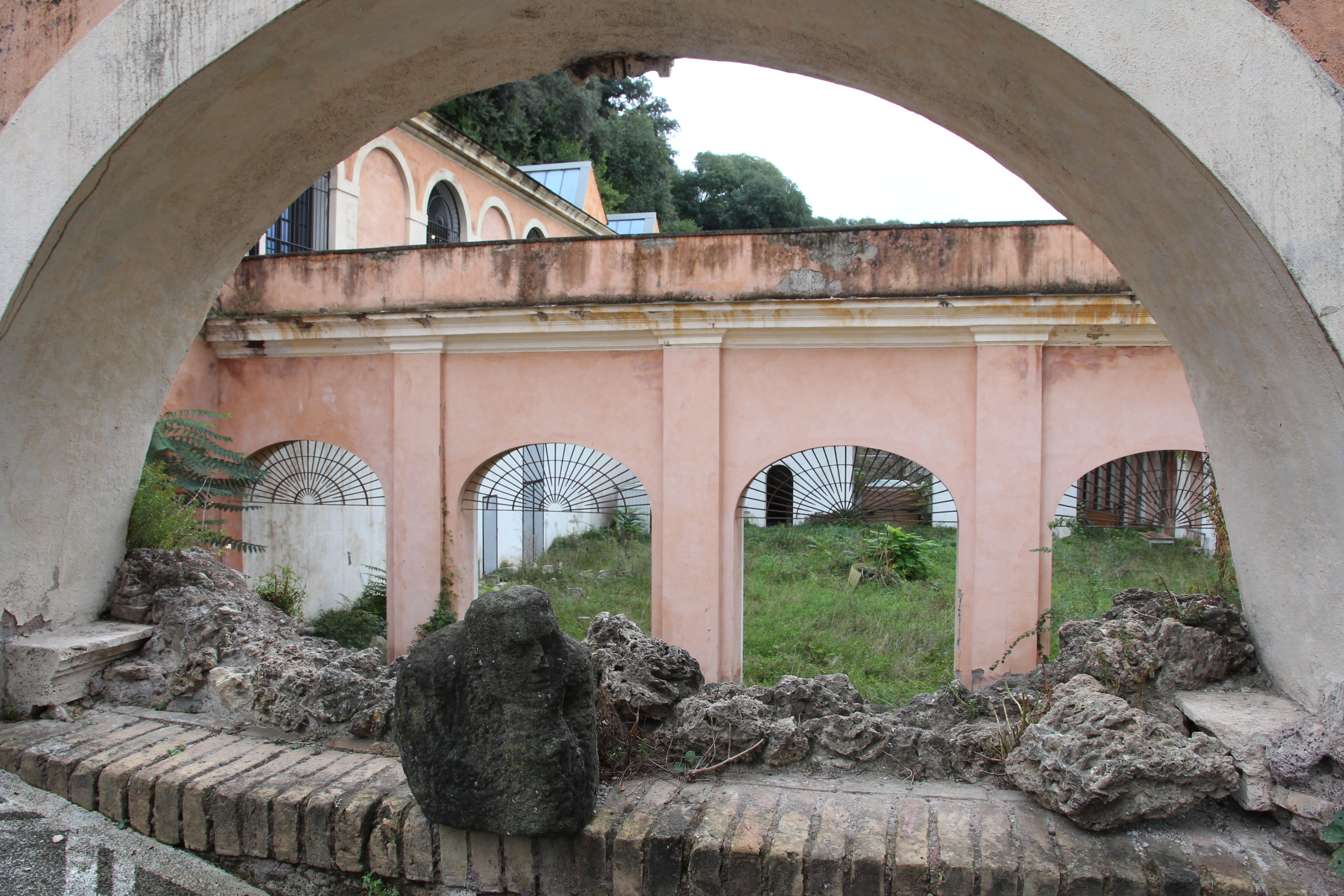
Вилла Понятовского, перестроенная Л. Каниной в Казино Вануцци (ныне часть музея культуры этрусков Виллы Джулия)
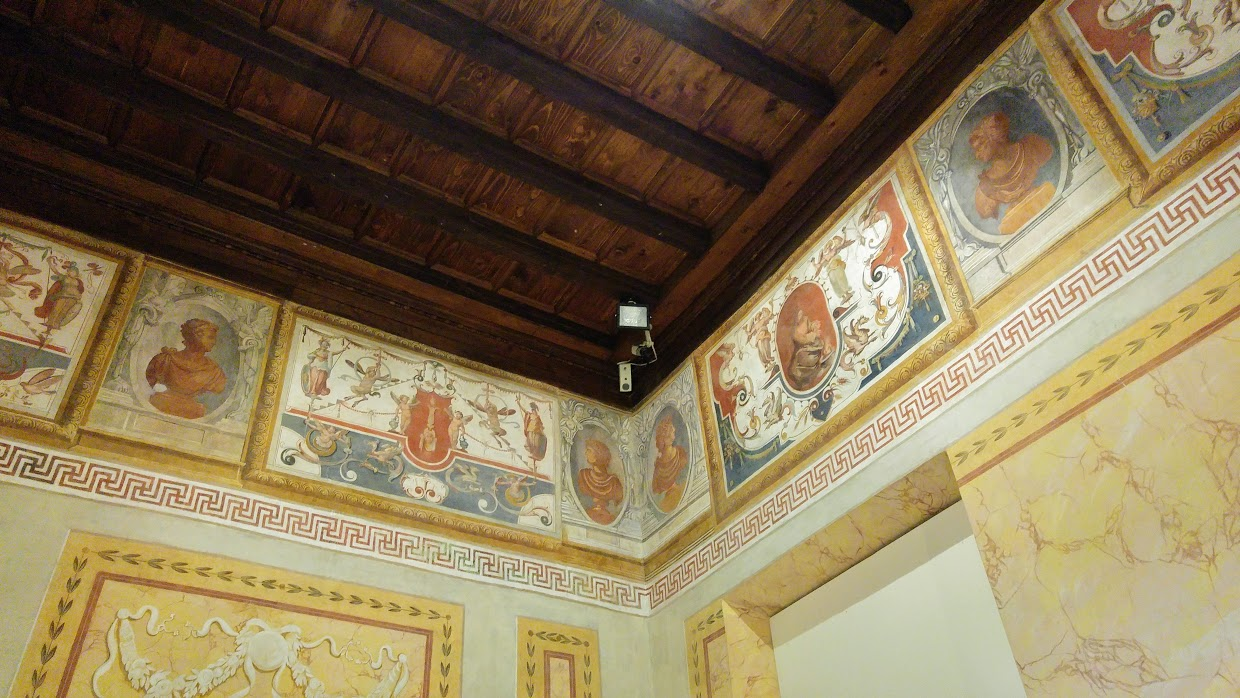
Казино Вануцци. Интерьер
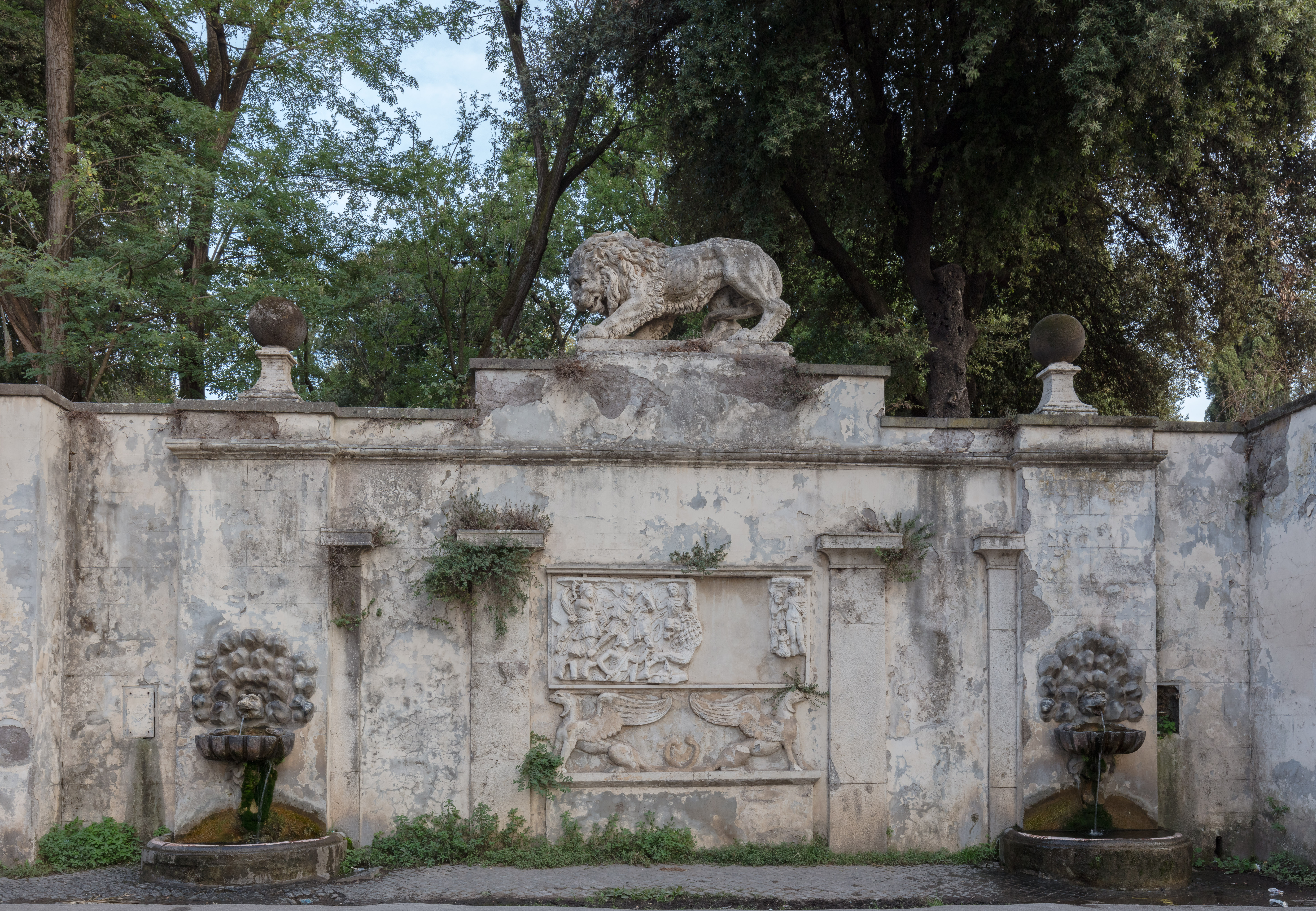
Фонтан Аква Феликс. Вилла Боргезе в Риме
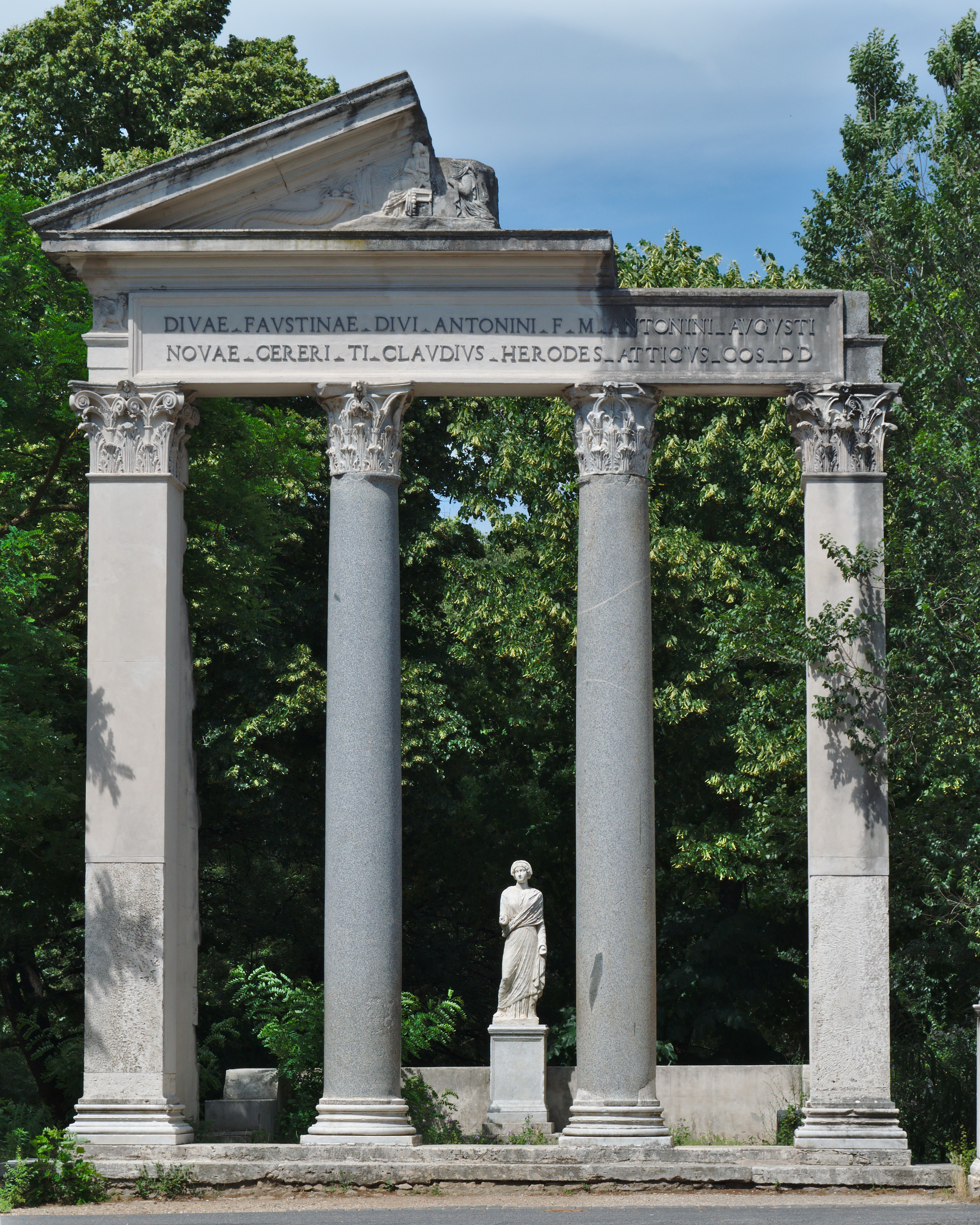
Храм Антонина и Фаустины. Вилла Боргезе в Риме
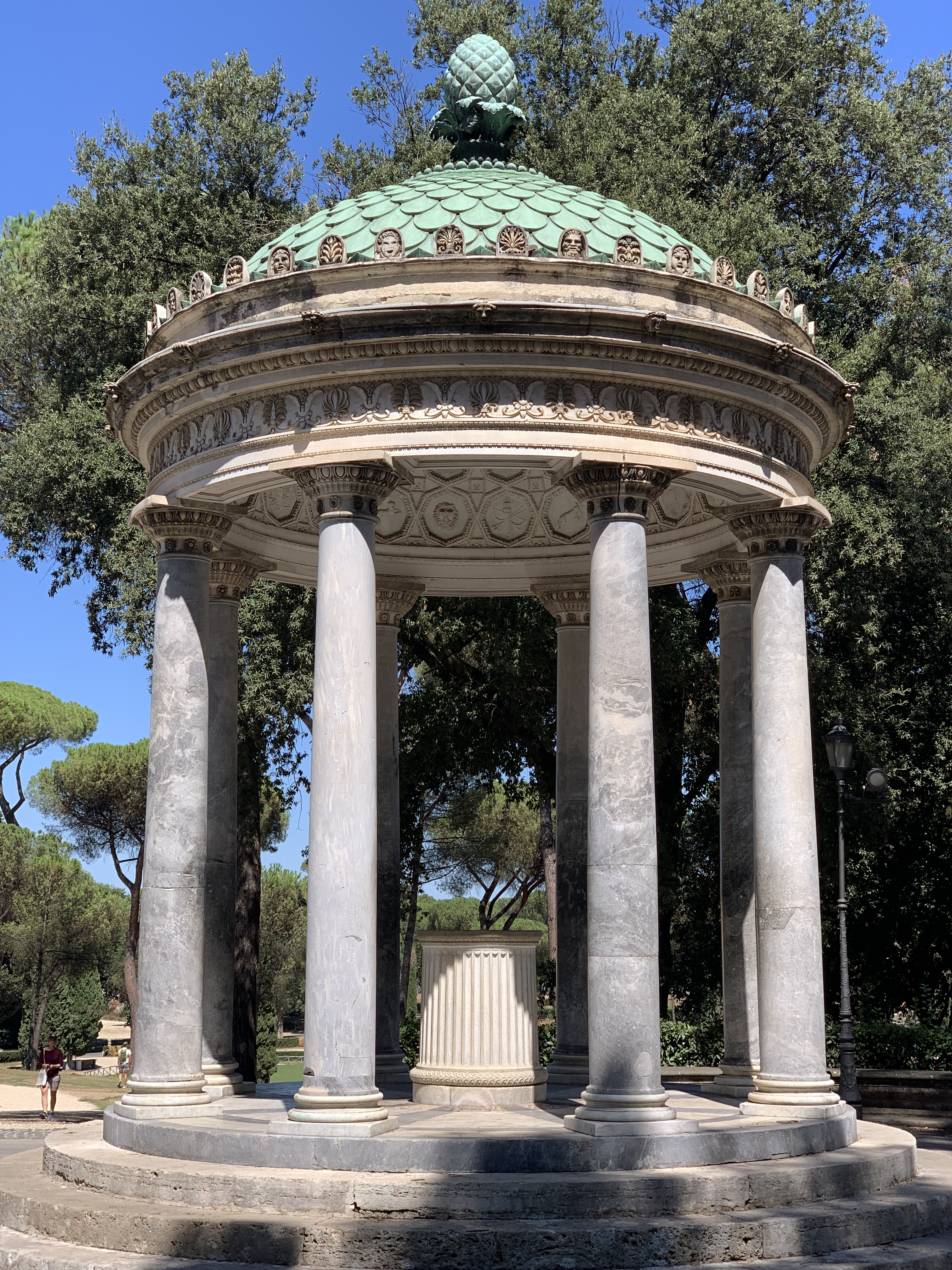
Ротонда (Храм Дианы). Вилла Боргезе в Риме
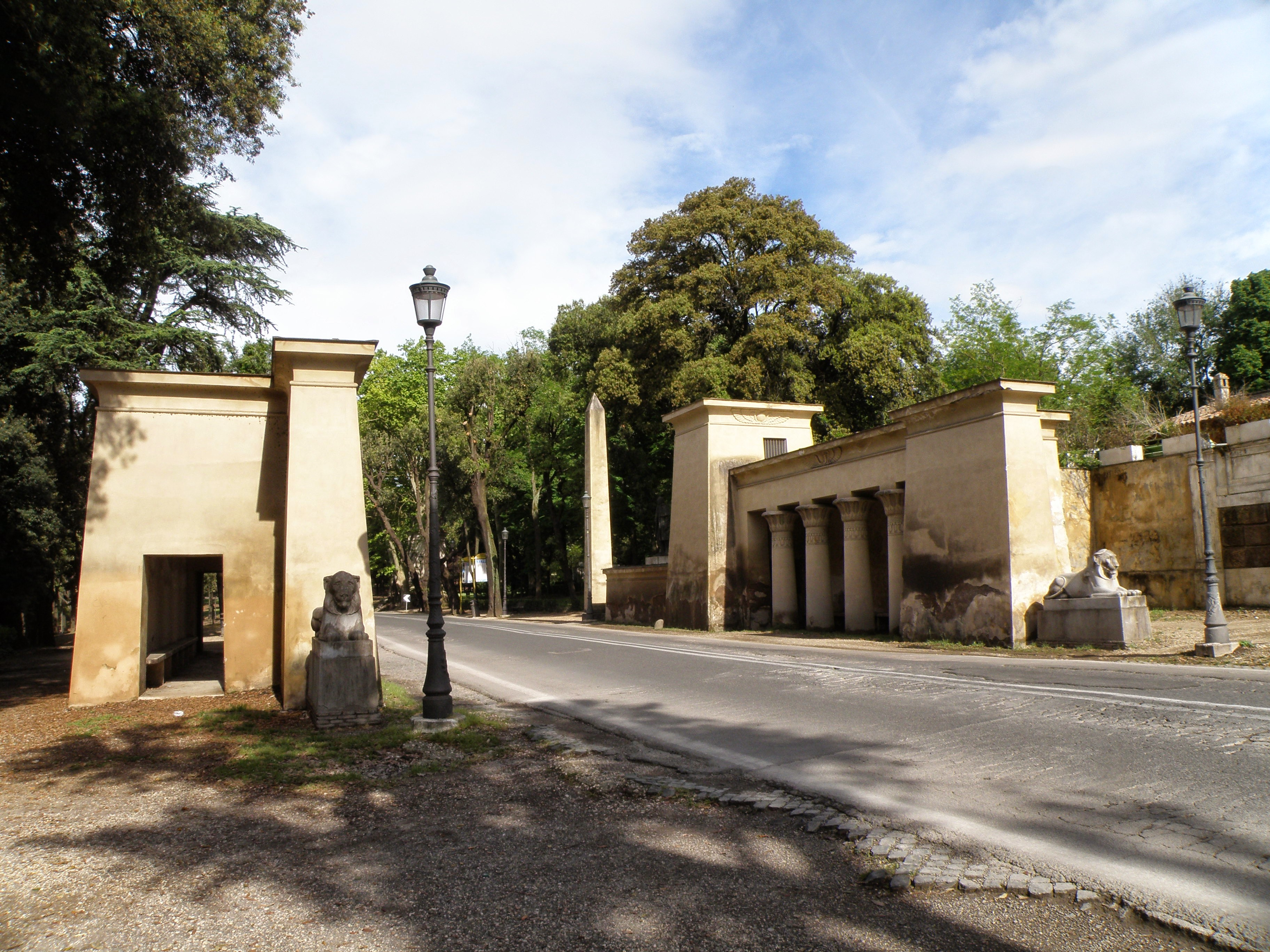
Египетские пропилеи. Вилла Боргезе в Риме
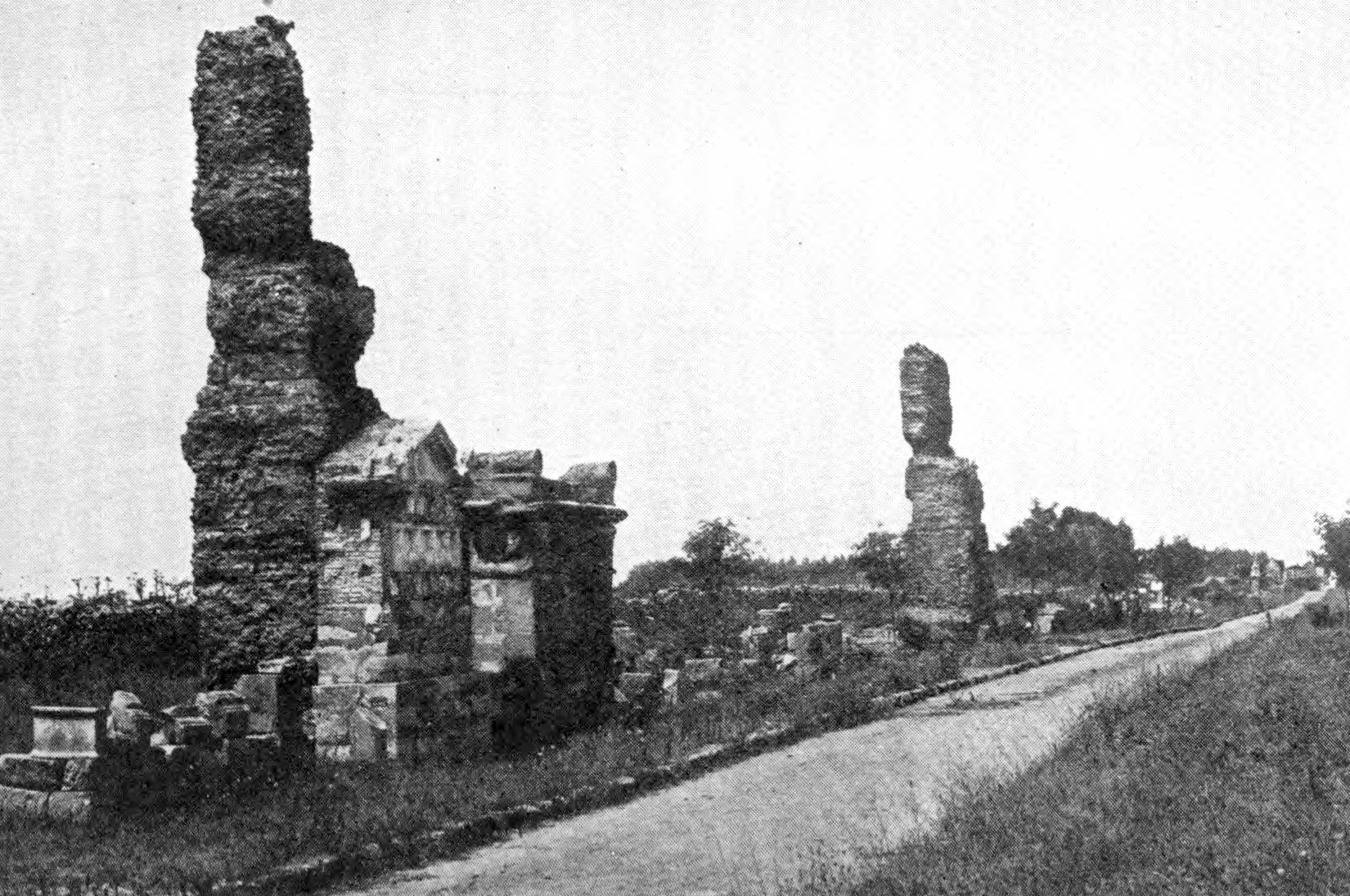
Гробницы на Аппиевой дороге. Архивная фотография